# Pithecia rylandsi
El Saki de cara pelada de Rylands (Pithecia rylandsi) es una especie en disputa de mono saki, un tipo de mono del Nuevo Mundo. Se encuentra en Bolivia, Perú y Brasil.